# St. Petersburg Open
Открытый чемпионат Санкт-Петербурга среди мужчин — мужской профессиональный международный теннисный турнир, проходящий осенью в российском Санкт-Петербурге на хардовых кортах комплекса «Сибур Арена». С 2015 года приз относится к серии ATP 250 с призовым фондом около 930 тысяч долларов и турнирной сеткой, рассчитанной на 28 участников в одиночном разряде и 16 пар. В 2020 году относился к серии ATP 500, с 2021 года снова стал частью серии ATP 250.

## Общая информация
Турнир образован накануне сезона-1995, когда петербургские организаторы смогли заполучить себе лицензию соревнования базовой серии, ранее принадлежавшую соревнованию в испанской Сарагосе. Первые розыгрыши турнира прошли в марте — на кортах СКК «Петербургский», затем соревнование было сдвинуто на февраль, а с 2000 года — на позднюю осень. С 2012 года, из-за сокращения продолжительности календаря основного тура ATP, петербургский чемпионат передвинут на сентябрь. Организаторы из года в год уверенно собирали финансирование на проведение соревнования и лишь в 2014 году впервые были вынуждены были отказаться он проведения приза, договорившись с мужским туром о переносе соревнования в Израиль, где оно так и не состоялось из-за опасений о безопасности спортсменов. В 2015 году чемпионат возродился в Санкт-Петербурге при поддержке компании «Газпром», обеспечившей призовой фонд и перенёсший игровые площадки в свой комплекс «Сибур Арена».
За историю турнира его призовой фонд варьировался с первоначальных 300 тысяч долларов до около 1,1 миллионов долларов (2015). Теннисистам первоначально приходилось играть на ковровом покрытии, позже заменённом на хард. На центральном корте установлена система видеоповторов «Hawk-Eye». В ходе турнира 2002 года в смешанной зоне СКК был открыт Зал российской теннисной славы, который, как тогда предполагалось, должен был стать базой для музея российского тенниса.
Победители и финалисты

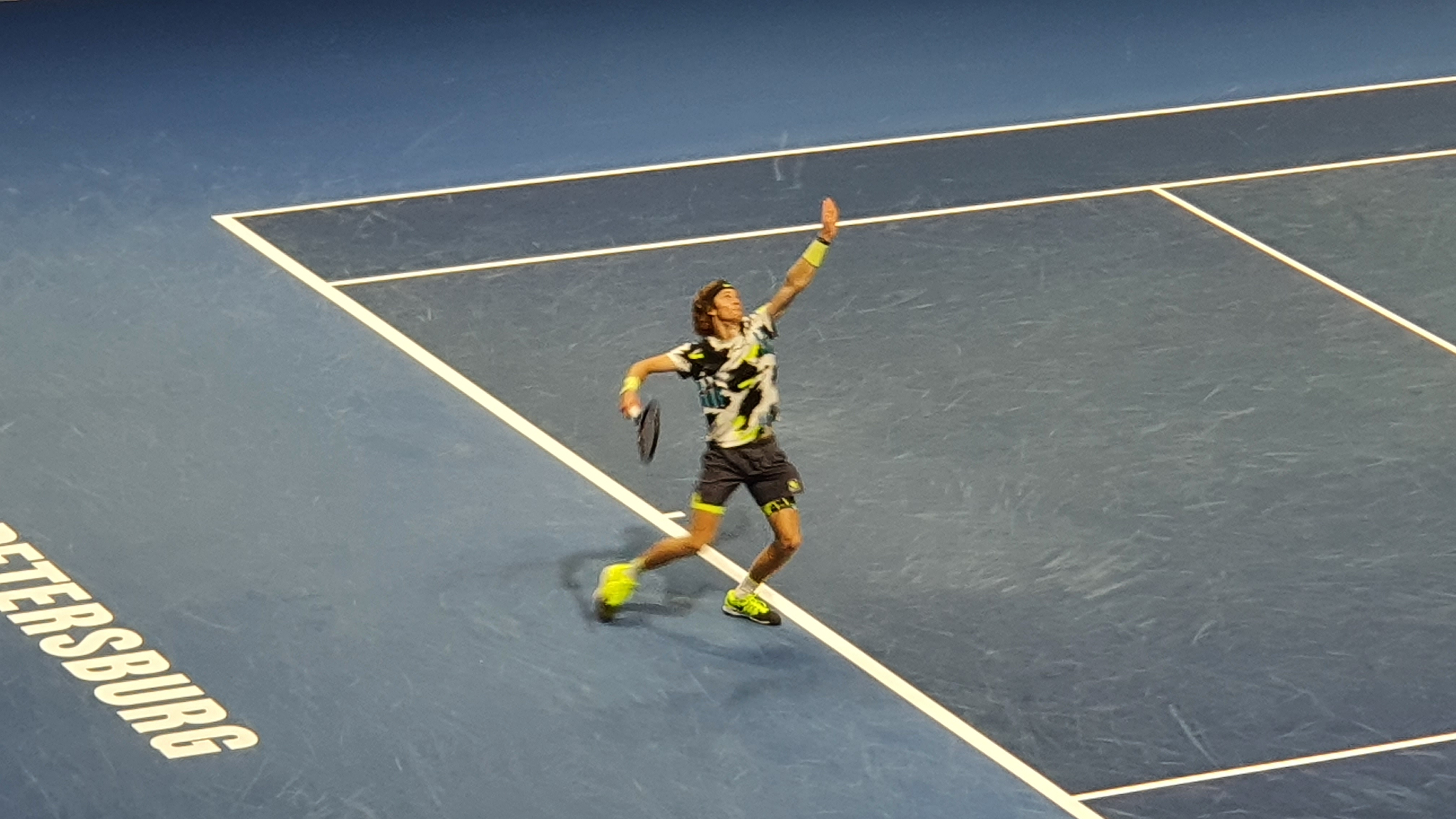
Андрей Рублёв в поединке с Денисом Шаповаловым в полуфинале 2020 года

Не самый престижный статус турнира заметно повлиял на список его участников, относительно сильно менявшийся от года к году. В итоге за первые 20 лет проведения одиночного соревнования его выиграли 17 разных теннисистов и ни один из них не держал над головой главный приз более двух раз: именно столько титулов на счету Марата Сафина, Томаса Юханссона и Энди Маррея. В парном разряде список победителей не менее разнообразен, а самым титулованным участником приза является Ненад Зимонич с тремя титулами. Также в списке победителей турнира есть несколько теннисистов, становившихся сильнейшими как в рамках его одиночного приза, так и в рамках парного, а первым это удалось Евгению Кафельникову, который вслед за одиночным титулом в год первого розыгрыша чемпионата уже через год завоевал и парный титул.
С 2022 года турнир отменен по политическим соображениям и заменяется в ATP туре турниром в Астане.
В 2016 году мужской турнир впервые совмещён с женским, получившим категорию 100-тысячника ITF и формальную вывеску Кубка Невы.

## Финалы турнира
| Год  | Чемпион             | Финалист              | Счёт              |
| ---- | ------------------- | --------------------- | ----------------- |
| 2021 | Марин Чилич (2)     | Тейлор Фриц           | 7:6(3) 4:6 6:4    |
| 2020 | Андрей Рублёв       | Борна Чорич           | 7:6(5) 6:4        |
| 2019 | Даниил Медведев     | Борна Чорич           | 6:3 6:1           |
| 2018 | Доминик Тим         | Мартин Клижан         | 6:3 6:1           |
| 2017 | Дамир Джумхур       | Фабио Фоньини         | 3:6 6:4 6:2       |
| 2016 | Александр Зверев    | Стэн Вавринка         | 6:2 3:6 7:5       |
| 2015 | Милош Раонич        | Жуан Соуза            | 6:3 3:6 6:3       |
| 2013 | Эрнест Гулбис       | Гильермо Гарсия Лопес | 3:6 6:4 6:0       |
| 2012 | Мартин Клижан       | Фабио Фоньини         | 6:2 6:3           |
| 2011 | Марин Чилич         | Янко Типсаревич       | 6:3 3:6 6:2       |
| 2010 | Михаил Кукушкин     | Михаил Южный          | 6:3 7:6(2)        |
| 2009 | Сергей Стаховский   | Орасио Себальос       | 2:6 7:6(8) 7:6(7) |
| 2008 | Энди Маррей (2)     | Андрей Голубев        | 6:1 6:1           |
| 2007 | Энди Маррей         | Фернандо Вердаско     | 6:2 6:3           |
| 2006 | Марио Анчич         | Томас Юханссон        | 7:5 7:6(2)        |
| 2005 | Томас Юханссон (2)  | Николас Кифер         | 6:4 6:2           |
| 2004 | Михаил Южный        | Кароль Бек            | 6:2 6:2           |
| 2003 | Густаво Куэртен     | Саргис Саргсян        | 6:4 6:3           |
| 2002 | Себастьен Грожан    | Михаил Южный          | 7:5 6:4           |
| 2001 | Марат Сафин (2)     | Райнер Шуттлер        | 3:6 6:3 6:3       |
| 2000 | Марат Сафин         | Доминик Хрбаты        | 2:6 6:4 6:4       |
| 1999 | Марк Россе          | Давид Приносил        | 6:3 6:4           |
| 1998 | Рихард Крайчек      | Марк Россе            | 6:4 7:6(5)        |
| 1997 | Томас Юханссон      | Ренцо Фурлан          | 6:3 6:4           |
| 1996 | Магнус Густафссон   | Евгений Кафельников   | 6:2 7:6(4)        |
| 1995 | Евгений Кафельников | Гийом Рау             | 6:2 6:2           |

| Год  | Чемпионы                                | Финалисты                          | Счёт              |
| ---- | --------------------------------------- | ---------------------------------- | ----------------- |
| 2021 | Джейми Маррей Бруно Соарес              | Андрей Голубев Юго Нис             | 6:3 6:4           |
| 2020 | Юрген Мельцер (2) Эдуар Роже-Васслен    | Марсело Демолинер Матве Мидделкоп  | 6:2 7:6(4)        |
| 2019 | Игорь Зеленай Дивидж Шаран              | Маттео Берреттини Симоне Болелли   | 6:3 3:6 [10:8]    |
| 2018 | Маттео Берреттини Фабио Фоньини         | Роман Ебавый Матве Мидделкоп       | 7:6(6) 7:6(4)     |
| 2017 | Роман Ебавый Матве Мидделкоп            | Хулио Перальта Орасио Себальос     | 6:4 6:4           |
| 2016 | Доминик Инглот Хенри Континен (2)       | Андре Бегеман Леандер Паес         | 4:6 6:3 [12-10]   |
| 2015 | Хенри Континен Трет Конрад Хьюи         | Юлиан Ноул Александр Пейя          | 7:5 6:3           |
| 2013 | Фернандо Вердаско Давид Марреро         | Доминик Инглот Денис Истомин       | 7:6(6) 6:3        |
| 2012 | Ненад Зимонич (3) Раджив Рам            | Игорь Зеленай Лукаш Лацко          | 6:2 4:6 [10:6]    |
| 2011 | Колин Флеминг (2) Росс Хатчинс          | Михаил Елгин Александр Кудрявцев   | 6:3 6:7(5) [10-8] |
| 2010 | Даниэле Браччали Потито Стараче         | Рохан Бопанна Айсам-уль-Хак Куреши | 7:6(6) 7:6(5)     |
| 2009 | Кен Скупски Колин Флеминг               | Ришар Гаске Жереми Шарди           | 2:6 7:5 [10-4]    |
| 2008 | Филип Полашек Тревис Пэрротт            | Рохан Бопанна Максим Мирный        | 3:6 7:6(4) [10-8] |
| 2007 | Ненад Зимонич (2) Даниэль Нестор (2)    | Юрген Мельцер Тодд Перри           | 6:1 7:6(3)        |
| 2006 | Симон Аспелин Тодд Перри                | Юрген Мельцер Юлиан Ноул           | 6:1 7:6(3)        |
| 2005 | Юрген Мельцер Юлиан Ноул (2)            | Юнас Бьоркман Максим Мирный        | 4:6 7:5 7:5       |
| 2004 | Арно Клеман Микаэль Льодра              | Ярослав Левинский Доминик Хрбаты   | 6:3 6:2           |
| 2003 | Ненад Зимонич Юлиан Ноул                | Михаэль Кольман Райнер Шуттлер     | 7:6(1) 6:3        |
| 2002 | Дэвид Адамс Джаред Палмер               | Ираклий Лабадзе Марат Сафин        | 7:6(8) 6:3        |
| 2001 | Денис Голованов Евгений Кафельников (2) | Ираклий Лабадзе Марат Сафин        | 7:5 6:3           |
| 2000 | Даниэль Нестор Кевин Ульетт             | Томас Симада Майлз Уэйкфилд        | 7:6(5) 7:5        |
| 1999 | Даниэль Вацек Джефф Таранго             | Менно Остинг Андрей Павел          | 3:6 6:3 7:5       |
| 1998 | Никлас Култи Микаэль Тильстрём          | Мариус Барнард Брент Хэйгарт       | 3:6 6:3 7:6       |
| 1997 | Андрей Ольховский (2) Бретт Стивен      | Даниэль Вацек Давид Приносил       | 6:4 6:3           |
| 1996 | Евгений Кафельников Андрей Ольховский   | Никлас Культи Петер Нюборг         | 6:3 6:4           |
| 1995 | Мартин Дамм Андерс Яррид                | Евгений Кафельников Якоб Хласек    | 6:4 6:2           |

## Награды
| Год  | Награда                      | Номинация                           |
| ---- | ---------------------------- | ----------------------------------- |
| 1999 | ATP Tour Award of Excellence | Зрительский интерес                 |
| 2001 | ATP Tour Award of Excellence | Лучшее продвижение турнира          |
| 2002 | ATP Tour Award of Excellence | Лучшая организация турнира          |
| 2003 | ATP Tour Award of Excellence | Лучшее оформление арены             |
| 2005 | ATP Tour Award of Excellence | Лучшее оформление арены             |
| 2006 | ATP Tour Award of Excellence | Создание лучших условий для игроков |